# 曲线的微分几何
曲线的微分几何是几何学的一个分支，使用微分与积分专门研究平面与欧几里得空间中的光滑曲线。
从古代开始，许多具体曲线已经用综合方法深入研究。微分几何采取另外一种方式：把曲线表示为参数形式，将它们的几何性质和各种量，比如曲率和弧长，用向量分析表示为导数和积分。分析曲线最重要的工具之一为 Frenet 标架，是一个活动标架，在曲线每一点附近给出“最合适”的坐标系。
曲线的理论比曲面理论及其高维推广的范围要狭窄得多，也简单得多。因为欧几里得空间中的正则曲线没有内蕴几何。任何正则曲线可以用弧长（“自然参数”）参数化，从曲线上来看不能知道周围空间的任何信息，所有曲线都是一样的。不同空间曲线只是由它们的弯曲和扭曲程度区分。数量上，这由微分几何不变量曲线的“曲率”和“挠率”来衡量。曲线基本定理断言这些不变量的信息完全确定了曲线。

## 定义
设 {\displaystyle n} 是一个正整数，{\displaystyle r} 是正整数或 {\displaystyle \infty }，{\displaystyle I} 是实数非空区间，{\displaystyle t} 属于 {\displaystyle I}。一个{\displaystyle C^{r}} 类（即 {\displaystyle \gamma } 为 {\displaystyle r} 次连续可微）向量值函数
{\displaystyle \mathbf {\gamma } :I\to {\mathbb {R} }^{n}}
称为一条 {\displaystyle C^{r}} 类参数曲线或曲线 {\displaystyle \gamma } 的一个 {\displaystyle C^{r}} 参数化，{\displaystyle t} 称为曲线 {\displaystyle \gamma } 的参数，{\displaystyle \gamma (I)} 称为曲线的像。将参数曲线 {\displaystyle \gamma } 和它的像 {\displaystyle \gamma (I)} 区别开来是非常重要的，因为一个给定的{\displaystyle {\mathbb {R} }^{n}}的子集可以是许多不同的参数曲线的像。
可以想象参数 {\displaystyle t} 代表时间，而曲线 {\displaystyle \gamma (t)} 作为空间中一个运动粒子轨迹。
如果 I 是闭区间 [a, b]，我们称 γ(a) 为曲线 γ 的起点而 γ(b) 为终点。
如果 {\displaystyle \gamma (a)=\gamma (b)}，我们说 γ 是闭的或是一个环路。进一步，我们称 γ 是一条闭 Cr-曲线，如果 γ(k)(a) = γ(k)(b) 对所有 k ≤ r。
如果 {\displaystyle \gamma :(a,b)\to \mathbb {R} ^{n}} 为单射，我们称为简单曲线。
如果参数曲线 {\displaystyle \gamma } 局部可写成幂级数，我们称曲线解析或是 {\displaystyle C^{\omega }} 类。
记号 -{\displaystyle \gamma } 表示朝相反的方向运动的曲线。
一条 {\displaystyle C^{k}}-曲线
{\displaystyle \gamma :[a,b]\rightarrow \mathbb {R} ^{n}}
称为 {\displaystyle m} 阶正则当且仅当对任何 {\displaystyle t} 属于{\displaystyle I}
{\displaystyle \lbrace \gamma '(t),\gamma ''(t),...,\gamma ^{(m)}(t)\rbrace {\mbox{, }}m\leq k}
在 {\displaystyle \mathbb {R} ^{n}} 中线性无关。
特别地，一条 {\displaystyle C^{1}}-曲线 {\displaystyle \gamma } 是正则的如果 
{\displaystyle \gamma '(t)\neq 0} 对任何 {\displaystyle t\in I\,.}

## 重新参数化与等价关系
给定一条曲线的像我们可以定义曲线的许多不同的参数化。微分几何旨在描述在一定的参数化下不变的性质。所以我们需在所有参数曲线集合上定义一种合适的等价关系。曲线的微分几何性质（长度，Frenet 标架和广义曲率）在重新参数化下不变从而满足等价类性质。这个等价类称为  Cr 曲线，是曲线的微分几何研究的中心。
两个 Cr 参数曲线
{\displaystyle \mathbf {\gamma _{1}} :I_{1}\to R^{n}}
与
{\displaystyle \mathbf {\gamma _{2}} :I_{2}\to R^{n}}
要称为等价，就要存在一个 Cr 双射
{\displaystyle \phi :I_{1}\to I_{2}}
使得
{\displaystyle \phi '(t)\neq 0\qquad (t\in I_{1})}
和
{\displaystyle \mathbf {\gamma _{2}} (\phi (t))=\mathbf {\gamma _{1}} (t)\qquad (t\in I_{1})\,.}
γ2 称为 γ1 的重新参数化。这种 γ1 的重新参数化在所有参数 Cr 曲线的集合上定义了一种等价关系，其等价类称为 Cr 曲线。
对定向 Cr 曲线，我们可以定义一种“加细”的等价关系，要求 φ 满足 φ'(t) > 0。
等价的 Cr 曲线有相同的像；等价的定向 Cr 曲线有相同的运动方向。

## 长度与自然参数化
C1 曲线 γ : [a, b] → Rn 的长度 l 可以定义为
{\displaystyle l=\int _{a}^{b}\vert \mathbf {\gamma } '(t)\vert dt.}
曲线的长度在重参数化下保持不变，从而是曲线的一个微分几何性质。
对任何正则 Cr （r 至少为 1）曲线 γ: [a, b] → Rn 我们可以定义一个函数
{\displaystyle s(t)=\int _{t_{0}}^{t}\vert \mathbf {\gamma } '(x)\vert dx.}
写成
{\displaystyle {\overline {\mathbf {\gamma } (s)}}=\gamma (t(s))}
这里 t(s) 是 s(t) 的逆函数，我们得到 γ 的一个新参数化 {\displaystyle {\bar {\gamma }}}，称为自然、弧长或单位速度参数化；参数 s(t) 称为 γ 的自然参数。
我们偏爱这个参数，因为自然参数 s(t) 以单位速度转动 γ 的像，所以
{\displaystyle \vert {\overline {\mathbf {\gamma } '(s(t))}}\vert =1\qquad (t\in I).}
在实际中常常很难计算出一条曲线的自然参数，但在理论讨论中很有用。
给定一条参数化曲线 γ(t) 的自然参数化是在差一个参数移动的意义下是惟一的。
数量
{\displaystyle E(\gamma )={\frac {1}{2}}\int _{a}^{b}\vert \mathbf {\gamma } '(t)\vert ^{2}dt}
经常称为曲线的能量或作用量；这个名称是有理由的，因为测地线方程是这个作用量的欧拉-拉格朗日运动方程。

## Frenet 标架

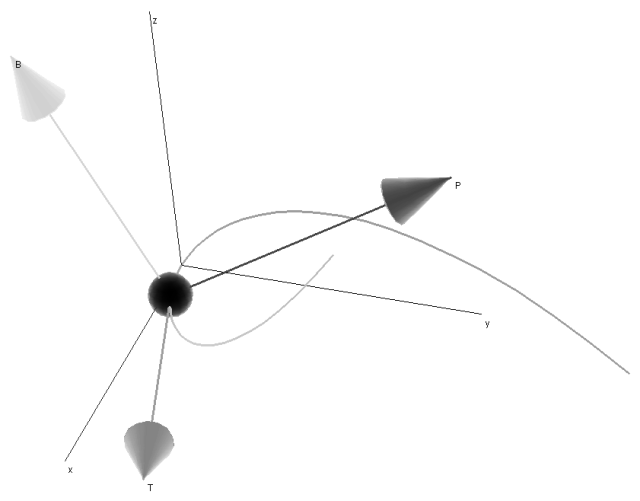
空间曲线一点的 Frenet 标架示意图。 T 是单位切向量，P 为单位法向量，B 是次法向量。

一个 Frenet 标架是一个移动的参考标架，由描述曲线在每一点 γ(t) 局部性质的n 个正交向量 ei(t) 组成。这是微分几何处理曲线的主要工具，因为在这个局部参考系中，远比使用欧几里得那样的整体坐标系更容易和自然地描述局部性质（如曲率、挠率）。
给定 Rn 中一条 n 阶正则 Cn+1-曲线 γ，曲线的 Frenet 标架是一组正交向量
{\displaystyle \mathbf {e} _{1}(t),\ldots ,\mathbf {e} _{n}(t)}
称为 Frenet 向量。它们是通过对 γ(t) 的各阶导数使用格拉姆-施密特正交化算法得到的：
{\displaystyle \mathbf {e} _{1}(t)={\frac {\mathbf {\gamma } '(t)}{\|\mathbf {\gamma } '(t)\|}}}
{\displaystyle \mathbf {e} _{j}(t)={\frac {{\overline {\mathbf {e} _{j}}}(t)}{\|{\overline {\mathbf {e} _{j}}}(t)\|}}{\mbox{, }}{\overline {\mathbf {e} _{j}}}(t)=\mathbf {\gamma } ^{(j)}(t)-\sum _{i=1}^{j-1}\langle \mathbf {\gamma } ^{(j)}(t),\mathbf {e} _{i}(t)\rangle \,\mathbf {e} _{i}(t)}
实值函数 χi(t) 称为 广义曲率，定义为
{\displaystyle \chi _{i}(t)={\frac {\langle \mathbf {e} _{i}'(t),\mathbf {e} _{i+1}(t)\rangle }{\|\mathbf {\gamma } ^{'}(t)\|}}}
Frenet 标架和广义曲率在重新参数化下是不变的，故它们是曲线的微分几何性质。

## 特殊 Frenet 向量和广义曲率
最初三个 Frenet 向量和广义曲率可以在三维空间中看到。它们有额外的名字以及与名称相关更多信息。

### 切向量
如果曲線 γ 表示一個質點的軌跡，那麼質點在給定點 P 的瞬時速度用一個向量表示，稱為曲線在 P 的切向量。
數學表述為，給定一條曲線 γ = γ(t)，對參數 t 的任何值： t = t0，
向量：
{\displaystyle \gamma '(t_{0})={\frac {d}{d\,t}}\mathbf {\gamma } (t),{t=t_{0}}}
是點 P = γ(t0) 的切向量。一般說，切向量可以為零向量。
切向量的長度：
{\displaystyle \|\mathbf {\gamma } '(t_{0})\|}
是在時間 t0 的速率。

第一個 Frenet 向量 e1(t) 是在同一方向的單位切向量，在 γ 的每個正則點有定義：
{\displaystyle \mathbf {e} _{1}(t)={\frac {\mathbf {\gamma } '(t)}{\|\mathbf {\gamma } '(t)\|}}.}
如果 t = s 是自然參數則切向量有單位長，從而公式化簡為：
{\displaystyle \mathbf {e} _{1}(s)=\mathbf {\gamma } '(s).}
單位切向量確定了曲線的定向，或隨著參數增長的前進方向。

### 法向量
法向量，有时也称为曲率向量，表明曲线和一条直线的偏离程度。
法向量定义为
{\displaystyle {\overline {\mathbf {e} _{2}}}(t)=\mathbf {\gamma } ''(t)-\langle \mathbf {\gamma } ''(t),\mathbf {e} _{1}(t)\rangle \,\mathbf {e} _{1}(t).}
其正规形式单位法向量，是 Frenet 向量 e2(t)，定义为
{\displaystyle \mathbf {e} _{2}(t)={\frac {{\overline {\mathbf {e} _{2}}}(t)}{\|{\overline {\mathbf {e} _{2}}}(t)\|}}.}
t 点的切向量和法向量张成 t 点的密切平面。

### 曲率
第一个广义曲率 χ1(t) 称为曲率，度量了曲线 γ 偏离密切平面上一条直线的程度。定义为
{\displaystyle \kappa (t)=\chi _{1}(t)={\frac {\langle \mathbf {e} _{1}'(t),\mathbf {e} _{2}(t)\rangle }{\|\mathbf {\gamma } ^{'}(t)\|}}}
称为 γ 在点 t 的曲率。
曲率的倒数
{\displaystyle {\frac {1}{\kappa (t)}}}
称为曲率半径。
半径为 r 的圆周有常曲率
{\displaystyle \kappa (t)={\frac {1}{r}}\,,}
但一条直线的曲率是 0 。

### 次法向量
次法向量是第三个 Frenet 向量 e3(t) ，
总是正交于 t 点的单位切向量和单位法向量。其定义为
{\displaystyle \mathbf {e} _{3}(t)={\frac {{\overline {\mathbf {e} _{3}}}(t)}{\|{\overline {\mathbf {e} _{3}}}(t)\|}}\quad {\overline {\mathbf {e} _{3}}}(t)=\mathbf {\gamma } '''(t)-\langle \mathbf {\gamma } '''(t),\mathbf {e} _{1}(t)\rangle \,\mathbf {e} _{1}(t)-\langle \mathbf {\gamma } '''(t),\mathbf {e} _{2}(t)\rangle \,\mathbf {e} _{2}(t)}
在 3 维空间中等式简化为
{\displaystyle \mathbf {e} _{3}(t)=\mathbf {e} _{2}(t)\times \mathbf {e} _{1}(t)\,.}

### 挠率
第二广义曲率 χ2(t) 称为挠率，度量了 γ 和一条平面曲线的偏离程度。或者说，如果挠率为 0 则曲线完全在某平面内（任何 t 都在这一个平面内）。
{\displaystyle \tau (t)=\chi _{2}(t)={\frac {\langle \mathbf {e} _{2}'(t),\mathbf {e} _{3}(t)\rangle }{\|\mathbf {\gamma } '(t)\|}}}
称为 γ 在点 t 的挠率。

## 曲线论主要定理
给定 n 个函数
{\displaystyle \chi _{i}\in C^{n-i}([a,b]){\mbox{, }}1\leq i\leq n}
满足
{\displaystyle \chi _{i}(t)>0{\mbox{, }}1\leq i\leq n-1}
那么存在惟一的（在差一个欧几里得群作用的意义下） n 阶正则 Cn+1-曲线 γ，具有如下性质
{\displaystyle \|\gamma '(t)\|=1{\mbox{ }}(t\in [a,b])}
{\displaystyle \chi _{i}(t)={\frac {\langle \mathbf {e} _{i}'(t),\mathbf {e} _{i+1}(t)\rangle }{\|\mathbf {\gamma } '(t)\|}}\,,}
这里集合
{\displaystyle \mathbf {e} _{1}(t),\ldots ,\mathbf {e} _{n}(t)}
是曲面的 Frenet 标架。
再附加起始 t0 ∈ I，起始点 p0 ∈ Rn 以及一个初始正交标架 {e1, ..., en-1} 满足
{\displaystyle \mathbf {\gamma } (t_{0})=\mathbf {p} _{0}}
{\displaystyle \mathbf {e} _{i}(t_{0})=\mathbf {e} _{i}{\mbox{, }}1\leq i\leq n-1}
那么我们可以排除欧几里得作用得到惟一的曲线 γ。

## Frenet-Serret 公式
Frenet-Serret 公式是一组一阶常微分方程。其解为由广义曲率函数 χi 所刻画的曲线的 Frenet 向量组。

### 2-维
{\displaystyle {\begin{bmatrix}\mathbf {e} _{1}'(t)\\\mathbf {e} _{2}'(t)\\\end{bmatrix}}={\begin{bmatrix}0&\kappa (t)\\-\kappa (t)&0\\\end{bmatrix}}{\begin{bmatrix}\mathbf {e} _{1}(t)\\\mathbf {e} _{2}(t)\\\end{bmatrix}}}

### 3-维
{\displaystyle {\begin{bmatrix}\mathbf {e} _{1}'(t)\\\mathbf {e} _{2}'(t)\\\mathbf {e} _{3}'(t)\\\end{bmatrix}}={\begin{bmatrix}0&\kappa (t)&0\\-\kappa (t)&0&\tau (t)\\0&-\tau (t)&0\\\end{bmatrix}}{\begin{bmatrix}\mathbf {e} _{1}(t)\\\mathbf {e} _{2}(t)\\\mathbf {e} _{3}(t)\\\end{bmatrix}}}

### n维一般公式
{\displaystyle {\begin{bmatrix}\mathbf {e} _{1}'(t)\\\vdots \\\mathbf {e} _{n}'(t)\\\end{bmatrix}}={\begin{bmatrix}0&\chi _{1}(t)&&0\\-\chi _{1}(t)&\ddots &\ddots &\\&\ddots &0&\chi _{n-1}(t)\\0&&-\chi _{n-1}(t)&0\\\end{bmatrix}}{\begin{bmatrix}\mathbf {e} _{1}(t)\\\vdots \\\mathbf {e} _{n}(t)\\\end{bmatrix}}}